# Theodore Racing
Theodore Racing (徳利賽車隊香港) foi uma equipe de Hong Kong da Fórmula 1 fundada pelo milionário Teddy Yip. Participou de 63 Grandes Prêmios entre 1976 e 1982, largando em 40.
Marcou apenas 2 pontos em quatro temporadas disputadas, com o francês Patrick Tambay (6º lugar no GP dos EUA-Oeste de 1981) e com o venezuelano Johnny Cecotto (na mesma prova, em 1982). Além deles, correram pela equipe o alemão Hans-Joachim Stuck, o colombiano Roberto Guerrero, o norte-americano Eddie Cheever, o finlandês Keke Rosberg (campeão de Fórmula 1 em 1982), o francês Patrick Tambay, o holandês Jan Lammers, os britânicos Geoff Lees e Brian Henton, os irlandeses Derek Daly e Tommy Byrne, o sueco Ronnie Peterson e o suíço Marc Surer. Também disputou provas da USAC Championship Car e da CART entre 1977 e 1984.
Em nível extraoficial, a Theodore obteve uma vitória com Rosberg, no BRDC International Trophy de 1978, e um quarto lugar com Henton, no Race of Champions de 1983. Em 2013, Teddy Yip Jr., filho do fundador da escuderia, anunciou que a Theodore Racing voltaria às pistas no Grande Prémio de Macau, na comemoração dos 30 anos da vitória de Ayrton Senna, obtida em 1983.